# Loch Lomond (Flórida)
Loch Lomond é uma antiga Região censo-designada localizada no estado americano da Flórida, no Condado de Broward.

## Demografia
Segundo o censo americano de 2000, a sua população era de 3537 habitantes.
A partir de 2000, o Inglês como primeira língua foi responsável por 32,49% de todos os residentes, enquanto o espanhol respondeu por 28,79%, o francês crioulo composta 20,22%, o Português estava em 17,11%, e o francês era a língua materna de 1,38% da população.

## Geografia
De acordo com o United States Census Bureau tem uma área de 0,6 km², dos quais 0,6 km² cobertos por terra e 0,0 km² cobertos por água.

## Localidades na vizinhança
O diagrama seguinte representa as localidades num raio de 8 km ao redor de Loch Lomond.